# Awasa (dans)
Awasa is een dans in Suriname die zijn oorsprong kent onder Aukaners.
In de Awasa beeldt de danseres haar schoonheid uit door middel van sierlijke bewegingen met de handen, heupen en de hals. De mannelijke danser maakt acrobatische bewegingen waarmee hij zijn kracht en vaardigheid toont. De dansers hebben intensief contact met de drummers die hen begeleiden op de apintie. Ritmische begeleiding komt daarbij ook wel van vanuit de danspassen van de dansers, wanneer ze schudinstrumenten aan hun enkels en polsen hebben gebonden.